# Ludwig von Platen
Carl Ludwig Ernst von Platen (* 24. März 1804 in Danzig; † 6. Februar 1869 in Berlin) war ein deutscher Jurist und Politiker.

## Leben
Von Platen studierte seit 1821 Rechtswissenschaft an der Friedrich-Wilhelms-Universität Berlin. Von 1821 bis 1835 war er Offizier, zuletzt Hauptmann im Kaiser-Franz-Garde-Grenadier-Regiment in Berlin. Bis 1839 war er Besitzer der Rittergüter Kamlau und Tillau. Von 1835 bis 1869 war er Landrat des Kreises Neustadt in Westpreußen, später auch Landschaftsrat ebenda.
Vom 20. August 1848 bis 23. Dezember 1848 war er für den Wahlkreis der Provinz Preußen in Neustadt Mitglied der Frankfurter Nationalversammlung in der Fraktion Casino. 
Von 1842 bis 1846 war er Mitglied des Preußischen Provinziallandtags, 1847–1848 der beiden Preußischen Vereinigten Landtage und von 1855 bis 1861 des Abgeordnetenhauses des Preußischen Landtags (Fraktion Graf Pückler).